# Forst Ebnath
Die Forst Ebnath AG ist eine deutsche Aktiengesellschaft mit Sitz in Ebnath (Bayern). Kerngeschäft des Unternehmens ist die Bewirtschaftung seines forstlichen Grundbesitzes. Die Aktien wurden bis 2015 an den Wertpapierbörsen in Berlin und Frankfurt am Main notiert. Es war das einzige deutsche Forstunternehmen, dessen Aktien öffentlich gehandelt wurden.

## Tätigkeit
Das operative Kerngeschäft der Forst Ebnath AG ist die Bewirtschaftung ihres forstlichen Grundbesitzes. Dieser erstreckt sich über insgesamt 3.524 Hektar (ha) (Stand 2012) und befindet sich in der nördlichen Oberpfalz (1.801 ha), in der südlichen Oberpfalz (464 ha), im angrenzenden Oberfranken (661 ha), im westlichen Oberfranken (275 ha) und im südlichen Thüringen (323 ha).
Der Grundbesitz der Forst Ebnath AG ist zu 95 % von Wald bedeckt (3332 ha), welcher sich wie folgt zusammensetzt: 71 % Fichten, 12 % Kiefern, 7 % Buchen, 4 % sonstige Laubhölzer (Birken, Aspen, Weiden, Erlen), 2 % Eichen, 2 % Lärchen bzw. Douglasien, 1 % Tannen und 1 % Edellaubhölzer (Ahorne, Eschen, Kirsche). Die übrigen 5 % Grundbesitz (192 ha) sind zum einen 117 ha Nichtholzböden, d. h. Forstwege, Lagerplätze und Wildwiesen, und zum anderen 75 ha verpachtete landwirtschaftliche Wiesen und Äcker (Stand 2012).
Die Münchener Rückversicherungs-Gesellschaft AG hielt eine direkte Beteiligung am Kapital der Forst Ebnath AG in Höhe von 96,7 % des Aktienkapitals und führte im März 2015 ein Squeeze-Out-Verfahren durch. Der Rückversicherer bot den übrigen Aktionären 1807 Euro je Aktie. Die Übernahme wurde im September 2015 vollzogen.

## Geschichte

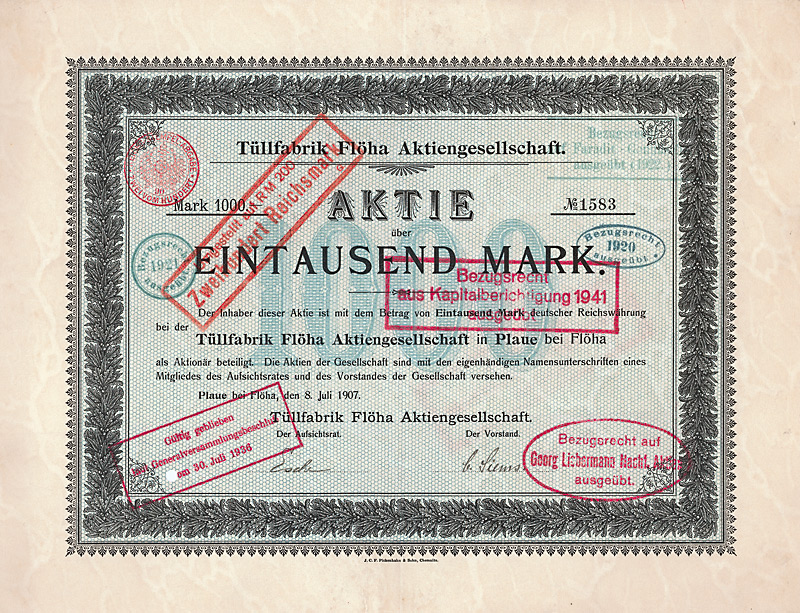
Aktie über 1000 Mark der Tüllfabrik Flöha AG vom 8. Juli 1907

Das Unternehmen wurde 1898 in der Rechtsform einer Kommanditgesellschaft unter der Firma Carl Siems & Co. in Plaue bei Flöha (Königreich Sachsen) gegründet und ging im April 1907 in der neu gegründeten Tüllfabrik Flöha AG auf. Die Aktien der Gesellschaft wurden an verschiedenen deutschen Börsen amtlich notiert, befanden sich jedoch mehrheitlich im Besitz des Gründers Carl Siems und dessen Familie.
Mitte der 1920er Jahre gründeten Gustav Carl Siems (* 27. April 1899 in Plaue; † 10. Dezember 1977) und Albert Willy Drescher (* 4. Februar 1897 in Plaue; † 16. Januar 1969) die Fabrica de Filó SA in Nova Friburgo in Brasilien, an der die Tüllfabrik Flöha AG 1932 noch zu ca. 40 % beteiligt war.
Die Weltwirtschaftskrise bedrohte die Existenz des Unternehmens, im Sommer 1932 waren mangels Absatzes der Produkte nur noch ca. 10 % der Tüllmaschinen in Betrieb. Die völlige Stilllegung der Tüllweberei war für Mitte Juli 1932 geplant, nur die kleine Zwirnerei sollte in Betrieb bleiben. Von den Beteiligungen an anderen Gesellschaften brachten lediglich die Aktien der brasilianischen Fabrica de Filó SA eine Rendite ein, während die Elektroschmelzwerk Kempten AG (Kempten im Allgäu), die Georg Liebermann Nachf. AG (Falkenau in Sachsen) und die „Faradit“ Isolierrohrwerke Max Haas AG (Chemnitz-Reichenhain) schon über mehrere Jahre hin keine Dividenden erwirtschafteten.
Im November 1933 konnte das Unternehmen die Beteiligung an der Elektroschmelzwerk Kempten AG an die Dr. Alexander Wacker Gesellschaft für elektro-chemische Industrie (München) verkaufen. Der Erlös wurde verwendet, um 1935 den Grafen von Castell und Rüdenhausen einen 2500 ha umfassenden Waldbesitz in Ebnath im Fichtelgebirge abzukaufen.
Nach Ende des Zweiten Weltkriegs lag die Tüllfabrik in Flöha in der Sowjetzone und wurde entschädigungslos enteignet. Da dem Unternehmen als einziger Besitz der Waldbestand in Ebnath in der US-amerikanischen Besatzungszone verblieben war, wurde der Unternehmenssitz 1947 nach München verlegt und die Firma in Forst Ebnath AG geändert. Nach der Umstellung des Grundkapitals 1951 im Verhältnis 5:3 wurden die Aktien des Unternehmens ab 1952 im amtlichen Handel der Börse Berlin notiert.
1981 erfolgte eine erneute Sitzverlagerung nach Ebnath in das Neue Schloss. 1846 noch unter dem Besitzer Franz Bernhard Freiherr von Hirschberg (1806–1865) erbaut, war dieses 1935 zusammen mit dem Waldbestand in das Eigentum des Unternehmens gelangt. Der stabile Cash-Flow der Forst Ebnath AG ermöglichte es, im Geschäftsjahr 1999/2000 den Geschäftszweck des Unternehmens um den Bereich Immobilien (Wohnungsvermietung) zu erweitern. Doch bereits im Geschäftsjahr 2006/2007 wurde der komplette, in Berlin, Potsdam und Würzburg gelegene Immobilienbesitz der Forst Ebnath AG wieder veräußert. Nachdem 2010 auch das stark sanierungsbedürftige Neue Schloss an die Perry-Eckert-Stiftung verkauft worden war, bezog die Forst Ebnath AG 2011 in Ebnath einen neuen Geschäftssitz in einem von ihr neu errichteten Zweckbau mit Büros, Betriebs- und Lagerräumen.